# Ióannész Philoponosz
Ióannész Philoponosz (Ἰωάννης ὁ Φιλόπονος, Joánisz ó Filóponosz, latinosan Johannes Philoponos, 490 körül – 570 körül) kora középkori bizánci nyelvtudós és apologetikus keresztény teozófus.
Alexandria városában tanított. Több fennmaradt műve közül említendő:  Commentarius Arisztotelészhez; Peri dialectón, Tonica paraggelmata; Peri tón diahorón tonoumenón cai diahora szemainontón; Commentarius a geraszai Nikomakhosz aritmeticé eiszagógé című munkájához; Kata Proklou peri aidiothton koszmou luszein logón ié, egy éles critikáról tanuskodó vitairat Proklosz újplatonikus filozófus ellen, aki Epikeirhmata ih’ kata Krisztianon című művében a keresztény teremtési tan ellenében 18 tétellel törekedett a világ örökkévalóságát mint platóni tant bizonyítani. Ez az utóbbi írás is fennmaradt, de az eleje és vége megcsonkítva.